# Modelar odeće
Modelar odeće je osoba koja se bavi izradom šablona i probnog odevnog predmeta. Po završenom obrazovanju modelari su u stanju da; objasne značaj konstrukcije i modelovanja u proizvodnji odeće; da primene osnovnu konstrukciju različitih odevnih predmeta i modnih detalja.